# Oreopanax jelskii
Oreopanax jelskii là một loài thực vật thuộc họ Araliaceae. Đây là loài đặc hữu của Peru, Bolivia và Ecuador.